# Chiesa di San Martino (Schio)
La chiesa di San Martino è un edificio sacro di Aste, località del comune di Schio, in provincia e diocesi di Vicenza; fa parte del vicariato di Arsiero-Schio.

## Storia
È probabile che la chiesa di San Martino sia stata eretta sulle fondamenta di un tempietto pagano dedicato alle Ninfe, come testimoniato da un'iscrizione risalente al IV secolo.
Una prima edificazione di un tempio cristiano risale al VII secolo, cui fece seguito una ricostruzione intorno all'anno mille. La prima menzione documentaria della chiesa risale al 1185 e la chiesa è considerata tradizionalmente la più antica dell'alto vicentino. La chiesa ospitò un priorato fino alla soppressione napoleonica del 1810, da quel momento la chiesa di San Martino venne acquisita dalla famiglia Clementi, alla quale ancor oggi appartiene. Essendo di proprietà privata, risulta piuttosto difficile visitare l'interno dell'edificio sacro.
Dal 1985 la chiesetta è diventata un luogo di culto mariano, in seguito alle presunte apparizioni denunciate da Renato Baron (1932-2004), un tempo custode della chiesa, e succedutesi poi negli anni. La Chiesa non ha mai completamente appoggiato tali fenomeni, assumendo sempre un atteggiamento prudente al riguardo.

## Descrizione
La chiesa di San Martino ha una semplice struttura, in prossimità del corpo principale della chiesa è posizionato l'antico campanile.

### Esterno
La chiesa presenta una conformazione a capanna. L'antico intonaco lascia vedere i resti di sobrie decorazioni, ormai scomparse. La facciata presenta solo un portale d'accesso, fiancheggiato da una lapide che riassume la storia recente della chiesa. Il muro rettilineo di fondo presenta invece delle finestrelle romaniche. Il campanile romanico presenta una cella definita da bifore, esso custodisce un'antica campana del 1492.

### Interno
L'interno della chiesetta è caratterizzato da un soffitto a capriate lignee, una statua della Madonna del Rosario del 1940, opera di Romano Cremasco (principale veicolo delle succitate apparizioni), sono inoltre visibili tracce della fondazione dell'abside primitivo ai lati dell'altare.
All'interno è conservata una copia dell'epigrafe romana che originariamente era qui collocata (oggi l'originale è custodita presso il museo naturalistico archeologico di Vicenza); il testo recita: NYMPHIS LYMPHISQ(UE) / AUGUSTIS OB REDITUM /
AQUARUM / P(UBLIUS) POMPONIUS / CORNELIANUS / C(LARISSIMUS) I(UVENIS) / UT VOVIT (traduzione: Alle sacre ninfe e alle linfe per il ritorno delle acque. Publio Pomponio Corneliano, giovane dell'ordine senatorio, offrì in voto).
L'elemento di maggior interesse della chiesa sono tuttavia gli affreschi posti sulla parete rettilinea di fondo, posta alle spalle dell'altare, risalenti alla fine del Trecento/inizi Quattrocento, di autore ignoto e ben conservati. Tra i vari soggetti raffigurati spiccano Gesù Cristo crocefisso, San Martino, La Madonna del latte, La Madonna ante partum; gli affreschi presentano affinità con quelli presenti nella chiesa di Santa Maria Maddalena di San Vito di Leguzzano e con quelli che ornavano le pareti esterne dell'antica chiesa di Magrè, distrutta nel 1945.